# 諾曼納海峽
諾曼納海峽（英語：Normanna Strait），是南極洲的海峽，位於南奧克尼群島，處於西格尼島和科羅內申島之間，寬1.9公里，該海峽現時由南極條約體系管理。